# غلان ليترين
غلان ليترين (بالإنجليزية: Glan Letheren)‏ هو مدرب كرة قدم ولاعب كرة قدم بريطاني في مركز حراسة المرمى، ولد في 1 مايو 1956 في نيث ‏ في المملكة المتحدة. لعب مع سكونثورب يونايتد وسوانزي سيتي وليدز يونايتد ونادي تشيسترفيلد.